# Stadttheater Neisse

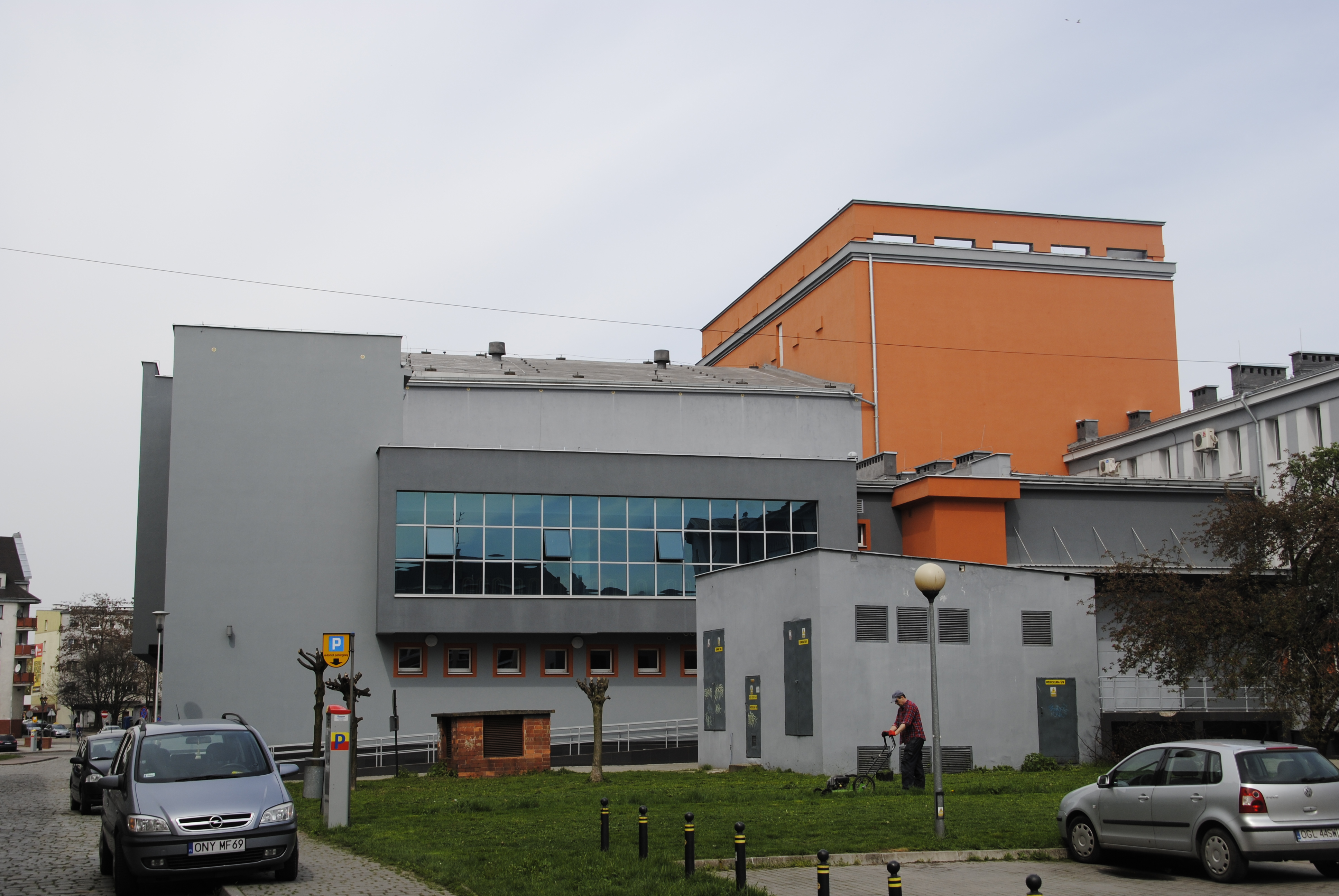
Nyski Dom Kultury

Das Stadttheater Neisse war ein Regionaltheater im oberschlesischen Neisse, das bis 1945 zur Provinz Schlesien gehörte. Nach dem Übergang Schlesiens an Polen infolge des Zweiten Weltkriegs wird das wiederaufgebaute Gebäude seit Anfang der 1960er Jahre als „Nyski Dom Kultury“ (Neisser Kulturhaus) genutzt.

## Geschichte
Theateraufführungen in Neisse reichen bis ins 16. Jahrhundert zurück, als es Theater am Gymnasium und Jesuitentheater gab. Früheste Hinweise finden sich 1576. Damals wurde Gregorius und am 19. Oktober 1586 Herakles am Scheideweg von Schülern des Pfarrgymnasiums aufgeführt. Mit der Gründung des Neisser Jesuitenkollegs 1622 und Eröffnung des Gymnasiums Carolinum 1624 wurden auch dort Theateraufführungen durch die Schüler gespielt.
Unter Fürstbischof Franz Ludwig von Pfalz-Neuburg fanden möglicherweise Opernaufführungen statt. Jedenfalls wurde vom 25. bis 28. August 1769 eine Opera-comique der Berliner Opéra anlässlich der Begegnung Friedrichs II. mit Kaiser Joseph II. aufgeführt. Im ersten Viertel des 19. Jahrhunderts entstanden einige Bürgervereine, die Theateraufführungen durch Laien förderten. Im sogenannten Barschen-Garten an der Ober-Mährenngasse wurden ab 1859 Sommertheater veranstaltet.
Ein Neubau des Theaters wurde 1851 begonnen und Oktober 1852 vollendet. Am 14. Oktober 1852 wurde Karl Gutzkows Lustspiel „Zopf und Schwert“ gegeben. Am nächsten Tag wurde Flotows Oper Martha aufgeführt. In den 1920er Jahren war Michael Jary zweiter Kapellmeister. Das von der Stadt Neisse engagierte Orchester bestand damals aus 18 Musikern. Während der Eichendorff-Woche wurde am 25. November 1942 die Premiere des Spiels „Der ewige Taugenichts“ von Frank Thiess gegeben, der Eichendorffs Novelle Aus dem Leben eines Taugenichts als Vorlage benutzt hatte.

## Bauwerk
Der Bau in der Grabenstraße (nach 1945 ul. Wałowa) hatte einen freistehenden, in die Straßenflucht eingebundenen Baukörper von drei Geschossen in schlichter Putzbauweise, in den Einzelformen dem Rundbogenstil angenähert. Die Eingangsseite war durch eine fünfachsige Fensterfront mit dreiachsigem Mittelrisalit und Giebel gegliedert.
Das bei Kriegsende 1945 zerstörte Gebäude wurde Anfang der 1960er Jahre wieder aufgebaut. Seither wird es als „Nyski Dom Kultury“ (Neisser Kulturhaus) genutzt.